# Not So Long Ago
Pour plus de détails, voir Fiche technique et Distribution.
Not so Long Ago est un film américain réalisé par Sidney Olcott, pour Paramount, sorti en 1925 avec Betty Bronson et Ricardo Cortez dans les rôles principaux.

## Fiche technique
- Réalisation : Sidney Olcott
- Scénario : Violet Clark d'après la pièce Not So Long Ago d'Arthur Richman
- Directeur de la photo : James Wong Howe
- Montage : Patricia Rooney
- Producteurs : Jesse L. Lasky, Adolph Zukor
- Distribution : Paramount
- Durée : 79 min (7 bobines ; 6 943 pieds)
- Date de sortie :
  - États-Unis :  7 septembre 1925 (New York)

## Distribution
- Betty Bronson : Betty Dover
- Ricardo Cortez : Billy Ballard
- Edwards Davis : Jerry Flint
- Julia Swayne Gordon : Mme Ballard
- Larry Wheat crédité Laurence Wheat : Sam Robinson
- Jacqueline Gadsden : Ursula Kent
- Dan Crimmins : Michael Dover
- Peggy Ahern : la petite fille
- Austen Jewell : le petit garçon

## Anecdotes
Le film est aujourd'hui considéré comme perdu.
Not So Long Ago n'a, semble-t-il, pas été exploité en France.